# 2018年の教育
2018年の教育（2018ねんのきょういく）では、2018年（平成30年）の教育分野に関する出来事についてまとめる。
2017年の教育-2018年の教育-2019年の教育

## できごと

### 1月
- 13日-14日 - 大学入試センター試験[1]。

### 4月
2020年度に全面施行される新学習指導要領への移行措置が開始される。

### 5月
- 6日 - 日本大学フェニックス反則タックル問題